# Yo-yo
Yo-yo je igračka načinjena od dva diska povezana osovinom na koju je zavezana uzica s petljom. U igri se ta uzica namata i odmata s osovine pri čemu se diskovi vrte velikom brzinom, pa je zbog žiroskopskog djelovanja moguće izvoditi različita gibanja.